# Simon Boypa
Simon Boypa (* 19. März 1999 in Paris) ist ein französischer Leichtathlet, der sich auf den Sprint spezialisiert hat.

## Sportliche Laufbahn
Erste internationale Erfahrungen sammelte Simon Boypa beim Europäischen Olympischen Jugendfestival (EYOF) 2015 in Tiflis, bei dem er mit 49,92 s in der ersten Runde im 400-Meter-Lauf ausschied und mit der französischen 4-mal-100-Meter-Staffel in 42,11 s die Goldmedaille gewann. 2022 belegte er bei den Weltmeisterschaften in Eugene mit der 4-mal-400-Meter-Staffel mit 3:01,35 min im Finale den siebten Platz und anschließend verhalf er der Mannschaft bei den Europameisterschaften in München zum Finaleinzug und trug damit zum Gewinn der Bronzemedaille bei.

## Persönliche Bestleistungen
- 400 Meter: 46,01 s, 26. Juni 2022 in Caen
  - 400 Meter (Halle): 48,10 s, 29. Januar 2022 in Eaubonne